# 日光市営バス

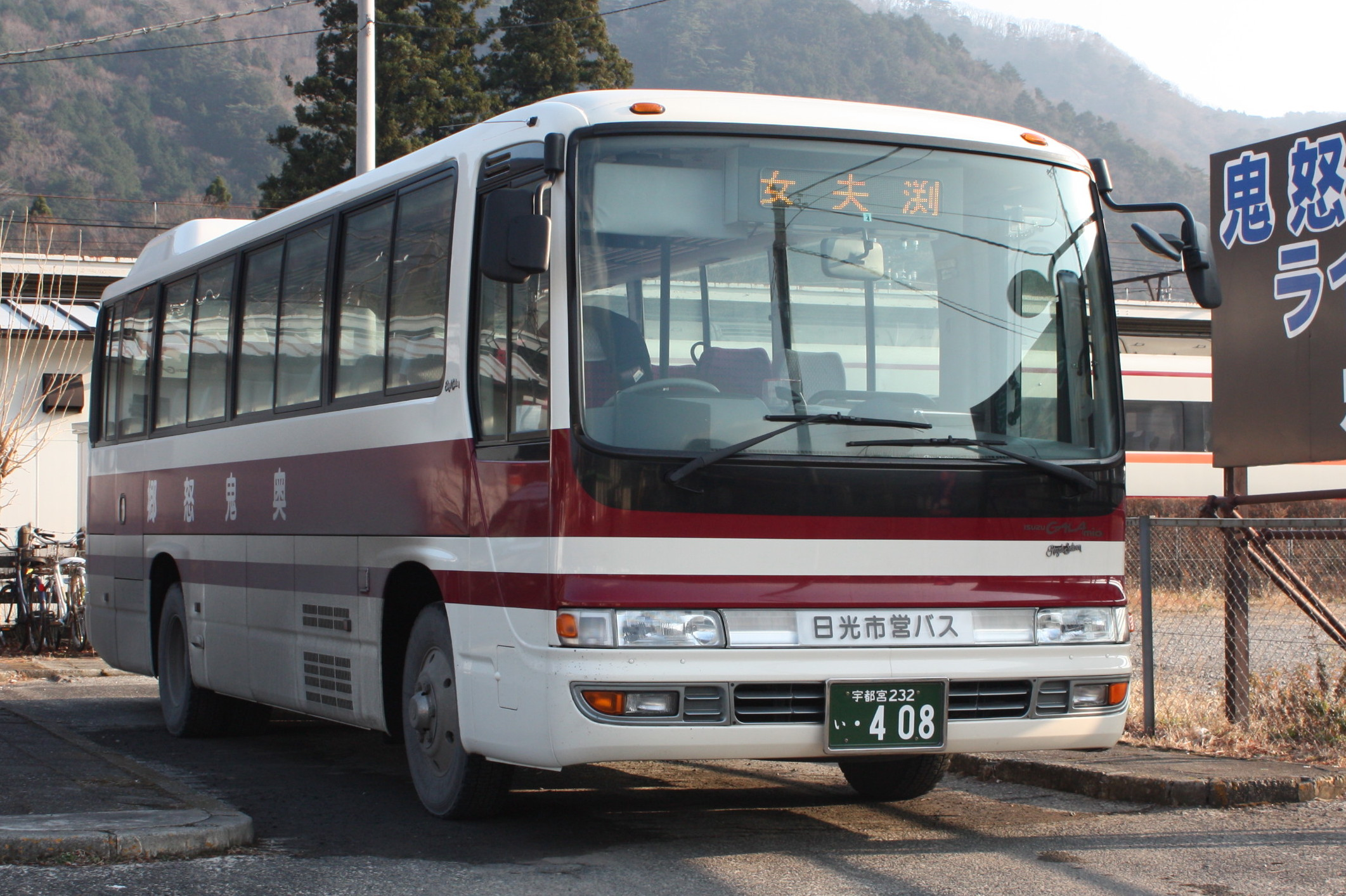
日光市営バスの車両（しおや交通所属）

日光市営バス（にっこうしえいバス）は、栃木県日光市が運行するコミュニティバスである。運行は地域のバス・タクシー事業者へ委託されている。

## 路線

### 藤原地域・栗山地域
- 運行委託 - しおや交通
  - 鬼怒川温泉女夫渕線： 鬼怒川温泉駅 - 川治温泉駅 - 青柳車庫 - 川俣温泉 - 女夫渕

東武バスが1944年に青柳平行き（冬期運休）として設定、1953年に川俣温泉、1966年に女夫渕まで延長[2]。1986年に東武バスが女夫渕線を廃止したため、栗山村営バスとして設定[3]。

終点・女夫渕はかつては温泉地だったが、唯一の温泉旅館が閉鎖されたため現在は純然たる奥鬼怒温泉郷の入口として機能しており、一般車用の駐車場も整備されている。
鬼怒川温泉駅〜五十里ダムサイト間は日光交通との競合区間となるため、クローズドドアシステムを採用している（上り鬼怒川温泉駅行きは降車のみ、下り女夫渕行きは乗車のみ）。

### 今市地域
- 運行委託 - 関東自動車（簗瀬営業所）
  - 小百線： 日光市役所前 - 東武下今市駅 - JR今市駅 - 相の道 - 大谷向 - 小百 - 穴沢
  - 下野大沢線： 今市車庫 - 上今市 - 相の道 - JR今市駅 - 東武下今市駅 - 日光市役所前 - 土沢 - 獨協医大日光医療センター - 大沢地区センター - JR下野大沢駅
  - 大渡線： 日光市役所前 - 東武下今市駅 - JR今市駅 - 大谷向 - 大谷向駅前 - 芹沼本田 - 轟小学校前 - 大渡
  - 温泉線： 日光市役所前 - JR今市駅 - 東武下今市駅 - 今市中学校前 - 今市工業高校前 - 大室公民館前 - 温泉保養センター
  - 下小林線： 今市車庫 - 上今市 - 相の道 - 東武下今市駅入口 - 今市中学校前 - 大室十字路 - 塩野室 - 下小林
  - 今中線・市営住宅線： 第三小学校 - 市営住宅前 - 今市中学校前 （学校休業日運休）
- 運行委託 - 日光線通運（日光支店）
  - 落合・猪倉地区デマンドバス

2023年（令和5年）1月4日より、下野大沢線が同日沿線へ移設される獨協医科大学日光医療センターへ乗り入れ開始。また、1往復大沢地区センターを経由しない便を設定。

### 日光地域
- 運行委託 - 日光交通
  - 下今市線： JR日光駅 - 東武日光駅 - ゴルフ場前 - 今市警察署前 - JR今市駅 - 下今市駅
- 運行委託 - 日光線通運（日光支店）
  - 小来川地区デマンドバス

### 足尾地域
- 運行委託 - 日光交通
  - 足尾JR日光駅線： 双愛病院 - 通洞駅前 - 足尾駅前 - 間藤駅前 - 赤倉 - 間藤駅前 - 神子内 - 清滝 - 東武日光駅 - JR日光駅
  - 遠上線： 双愛病院 - 通洞駅前 - 足尾駅前 - 神子内 - 遠上回転所
  - 赤倉線： 双愛病院 - 通洞駅前 - 足尾駅前 - 間藤駅前 - 赤倉 - 銅親水公園入口

日光地区と足尾地区間を日足トンネル経由で行き来する足尾JR日光駅線と、足尾地区内で完結する遠上線、赤倉線が運行されている。
JR・東武日光駅〜清滝間は東武バスとの競合区間となるためクローズドドアシステムを採用している（上り日光駅行きは降車のみ、下り足尾行きは乗車のみ）。かつてはJR・東武日光駅〜細尾リンク入口間が対象だったが、2022年12月の東武バスJR・東武日光駅〜奥細尾線廃止に伴い短縮され、細尾リンク入口では乗降ともに可能となった。